# Manhattanplan
Het Manhattanplan was een ambitieus project uit de jaren zestig van de 20e eeuw om de Noordwijk van de Belgische hoofdstad Brussel te vervangen door een Brussels World Trade Center. De Noordwijk ligt vlak bij het station Brussel-Noord.
Paul Vanden Boeynants was een van de voortrekkers van het Manhattanplan. Oorspronkelijk woonden 12.000 mensen in de Noordwijk in een levendige buurt met ateliers, cafés, cinema's en winkelstraten. Men wilde ze vervangen door 78 kantoortorens vlak bij een gepland kruispunt van de Europese snelwegen E19 (Lissabon-Stockholm) en de E40 (Londen-Istanbul). Deze laatste, de E40 zou door de Brabantwijk in Schaarbeek en over het station, de Simon Bolivarlaan worden aangelegd. De E19 zou het tracé van de huidige Albert II-laan volgen. Voetgangers zouden zich verplaatsen via een luchtbruggennetwerk op 13 meter hoogte dat de sokkels van de gebouwen zou verbinden. Verscheidene bestaande gebouwen langs de Koning Albert II-laan zijn voorzien om de loopbruggen op te vangen, net als het Muntcentrum en het Philipsgebouw aan het De Brouckèreplein. Ze getuigen ervan dat het de bedoeling was om het Manhattanplan door de trekken over het historische hart van de stad.
Ondanks een marche de colère ging de realisatie van het project door. Men voorzag onder druk dan ook woongelegenheid zoals de Noordresidentie maar te weinig en te laat. De oliecrisis in 1973 deden de plannen in de koelkast verzeilen waardoor slechts drie WTC-torens werden afgewerkt. De snelwegen kwamen er nooit, al kan men in de R20 wel een stadsautosnelweg zien. In 1958 werd er op de Leopold II-laan en de Kleine Ring ter hoogte van de Noordruimte een viaduct gebouwd: een uiting van het Manhattanplan, temeer deze de verlenging vormde van de E40, een Europese oost-westverbinding in de lijn Londen-Istanboel, vanaf het knooppunt Groot-Bijgaarden.
Een groot deel van het terrein bleef braak liggen tot 1992 en het toenemend belang van Brussel als officieuze Europese hoofdstad. Onder meer de Proximus Towers kregen hier hun plaats. Aan het einde van de jaren 90 werd de ruimte op de Albert II-laan die gereserveerd was voor de E19, ingericht als park, ontworpen door Jacques Wirtz en werd op het einde van de laan het Zenithgebouw (2007-2009) opgetrokken.
Anno 2011 werken hier 30.000 mensen verspreid over 1 miljoen m² kantooroppervlakte in een wijk met 5.000 bewoners.